# 广州体育学院
广州体育学院（英語：Guangzhou Sport University），是中華人民共和國广东省一所普通高等院校，隶属于广东省教育厅。

## 历史沿革

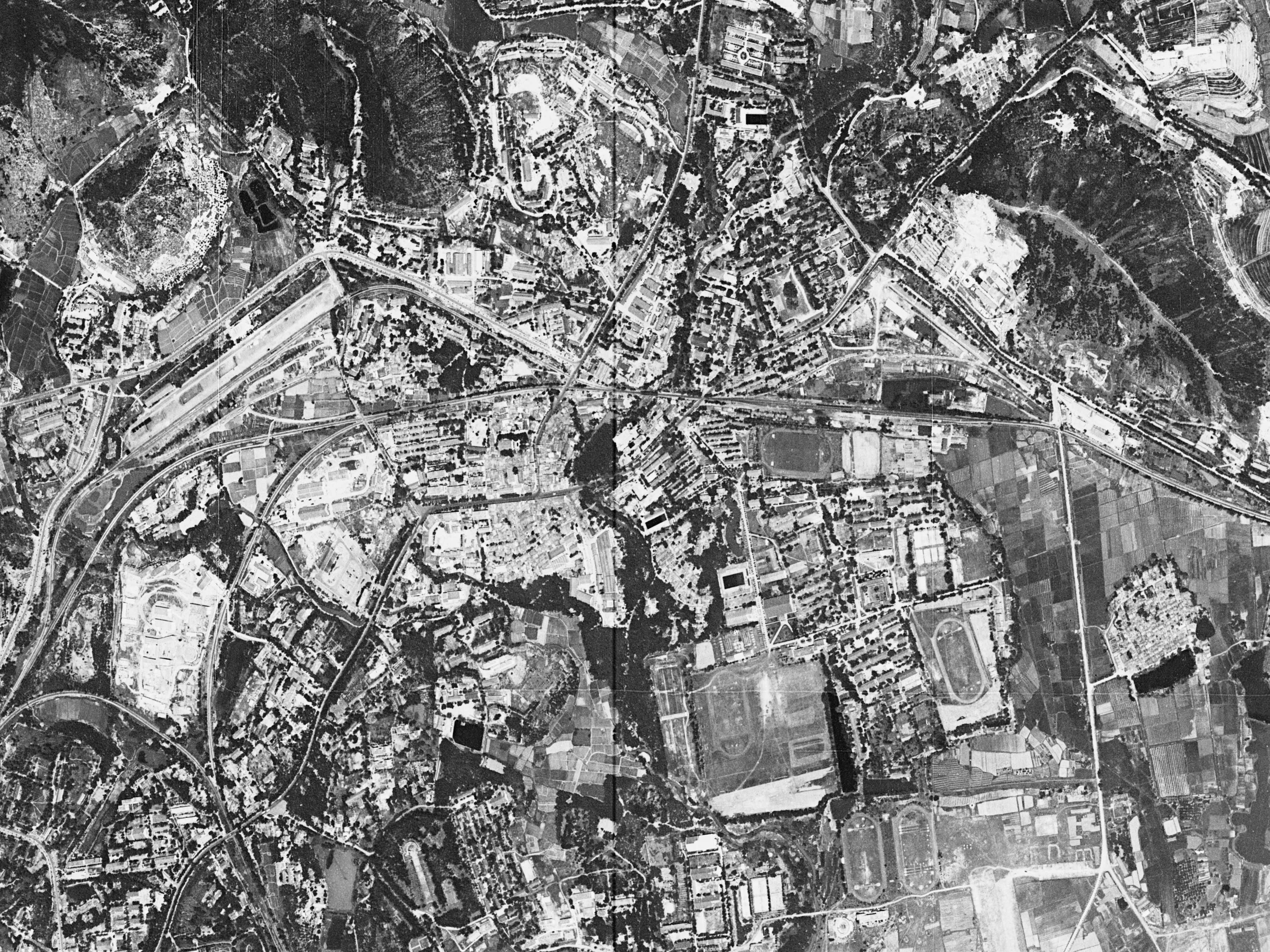
广州体育学院附近卫星图（1966年）

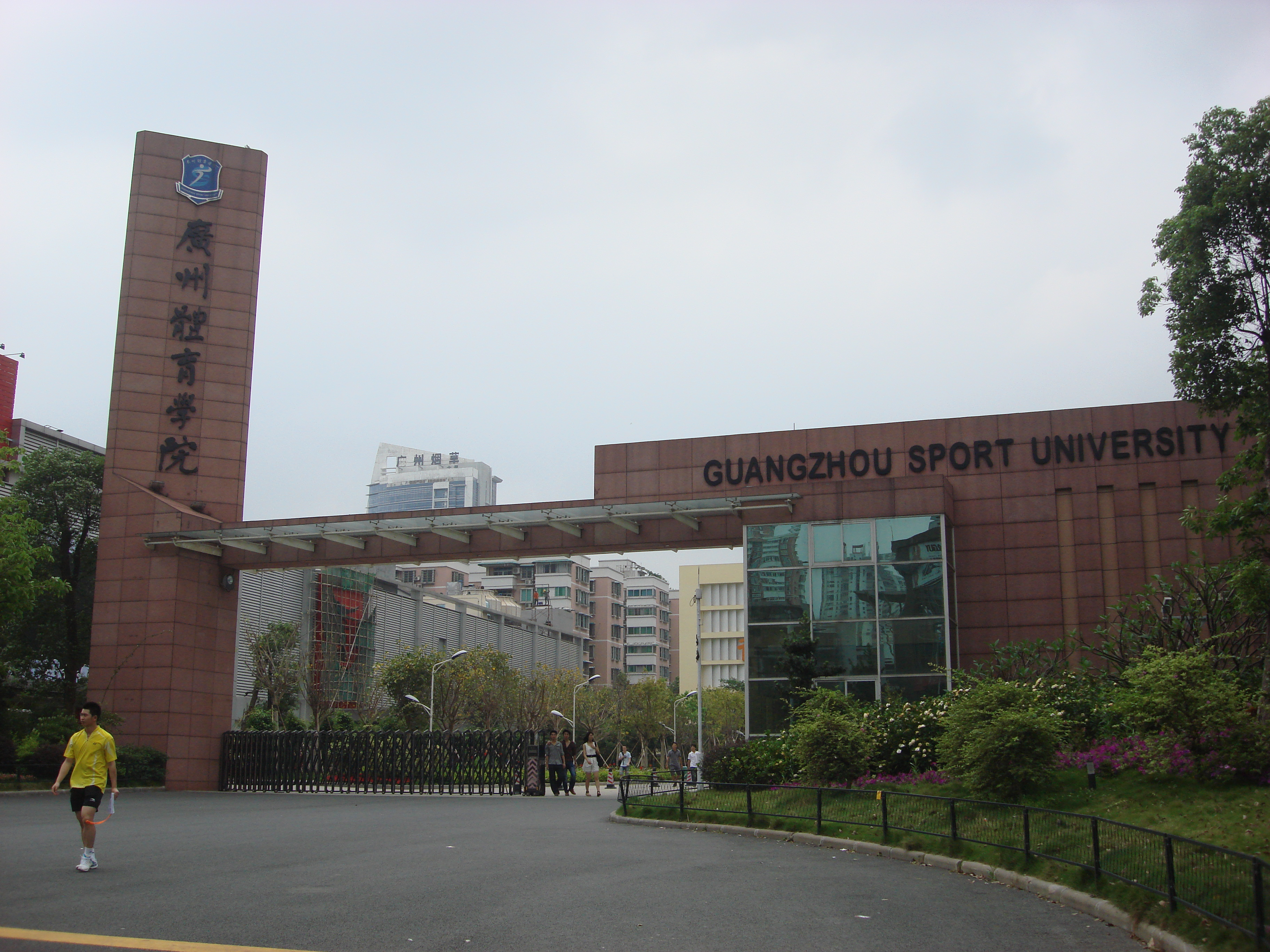
廣州體育學院

1956年6月9日经广东省广州市政府批准成立广州体育学院。1958年10月4日正式挂牌，并将当日定为校庆日，校址设在广州市二沙岛。
1960年广州体育学院与原广东体育学院合并，定名广州体育学院，归广东省人民政府领导，校址迁入广州市天河区现址。1963年华南师范学院（现华南师范大学）体育系并入广州体育学院。1969年广州体育学院合并到广东师范学院（现华南师范大学），成为广东师范学院体育系。
1975年7月1日复办，重新恢复广州体育学院校名沿用至今。

## 教学机构

### 教学系
体育教育系、运动训练系、武术系、体育艺术系、运动与健康系、休闲体育与管理系、体育新闻与传播系

### 教学部
社会科学部、大学外语部、研究生部、继续教育部

### 中心
现代教育技术中心、科学实验中心

## 专业设置
现有13个本科专业：体育教育、运动训练、社会体育、民族传统体育、运动人体科学、运动康复与健康、体育经济、体育新闻、体育播音主持、公共事业管理（体育管理）、休闲体育、舞蹈学（模特）、特殊教育等，可颁发教育学、文学、管理学、经济学等四大学科学士学位。
具有体育学一级学科硕士授予权，共有5个硕士学位授予点（体育人文社会学、运动人体科学、体育教育训练学、民族传统体育学、运动医学）和1个专业学位授予点（体育硕士）。

## 办学声誉
在2024年软科中国体育类大学排名中，广州体育学院位列全国第8名。

## 历任领导

### 历任院长
- 孙乐宜（1958-1960，广州市副市长）
- 朱光（1960-1962，广州市市长）
- 曾生（1960-文革前，广东省副省长）
- 梁奇达（1976.8-1978.9）
- 陈翔南（1980.4-1981.6）
- 吴振刚（1981.10-1983.6）
- 肖捷明（1983.6-1992.8）
- 陈树华（1992.8-2003.6）
- 许宗祥（2003.6-2006.9）
- 许永刚（2006.9-2011.3）
- 陈子锐（2011.5-2016.9）
- 刘永东（2016.9-现在）

### 历任党委书记
- 孙乐宜（1958-1960，广州市副市长）
- 朱光（1960-1962，广州市市长）
- 曾生（1960-文革前，广东省副省长）
- 梁奇达（1976.8-1978.9）
- 陈翔南（1980.4-1983.6）
- 梁文超（1983.6-1988.12）
- 郑艾山（1990.9-1994.2）
- 陈树华（1994.2-1998.12）
- 肖沛雄（1998.12-2006.9）
- 许宗祥（2006.9-2012.5）
- 黄紫华（2012.6-现在）

## 著名教练员
- 梁焯辉：中国国家乒乓球队第一任教练
- 冯国浩：庄则栋的教练
- 黄焯荣：“蛙王”
- 黄啸侠：有南国虎将之称的著名岭南武术家
- 周穗安：中国足球教练

## 著名校友

### 运动員
- 容国团
- 戚烈云
- 陈肖霞
- 梁丽珍
- 冼东妹
- 杨维
- 张洁雯
- 高礼泽
- 谢杏芳
- 傅海峰
- 郑智
- 冯潇霆
- 郜林
- 曾诚
- 张琳芃

### 政治人物
- 杨文轩（原华南师范大学党委书记、广东省人大常委）
- 杨逎军（广东省体育局局长）
- 刘江南（广州市体育局局长）

### 企業家
- 黎伟权（康威体育用品公司董事长兼总裁）
- 全亚林（金公爵体育用品公司总裁）

### 藝人
- 巫迪文
- 崔錦棠